# Xerxès (prince sassanide)
Pour les articles homonymes, voir Xerxès.
Xerxès était un prince sassanide du VIe siècle, qui s'est distingué lors de la guerre d'Ibérie contre l'Empire byzantin. Il était le neveu — ou peut-être le fils — du roi sassanide Kavadh Ier.

## Biographie
Xerxès est mentionné pour la première fois comme général lors de la guerre d'Ibérie entre l'Empire byzantin et l'Empire sassanide. En 528, avec une armée de 30 000 hommes, il inflige une lourde défaite à l'armée byzantine commandée par Bélisaire à la bataille de Thannuris. 800 Byzantins ainsi que le général Coutzès sont capturés.
Néanmoins, la victoire fut chèrement acquise, Xerxès ayant perdu environ 500 Mélophores (combattants de la garde personnelle des empereurs perses) au cours de la bataille. Ces pertes provoquèrent la colère du Chah de perse Kavadh Ier, qui emprisonna Coutzès et releva Xerxès de ses fonctions.

## Sources
- (en) Cet article est partiellement ou en totalité issu de l’article de Wikipédia en anglais intitulé « Xerxes (Sasanian prince) » (voir la liste des auteurs).
- (en) Greatrex, Geoffrey; Lieu, Samuel N. C. (2002). The Roman Eastern Frontier and the Persian Wars (Part II, 363–630 AD). London, United Kingdom: Routledge
- (en) Martindale, John Robert; Jones, Arnold Hugh Martin; Morris, J., eds. (1992). The Prosopography of the Later Roman Empire, Volume III: A.D. 527–641. Cambridge, United Kingdom: Cambridge University Press.  (ISBN 978-0-521-20160-5).